# Christian Latorre
Christian Marcelo Latorre Long (Montevideo, Uruguay; 17 de abril de 1987) es un futbolista uruguayo que juega en la posición de centrocampista y su equipo actual es Blooming de la Primera División de Bolivia.

## Clubes
| Club                 | País    | Año       |
| -------------------- | ------- | --------- |
| Juventud             | Uruguay | 2009-2010 |
| El Tanque Sisley     | Uruguay | 2010-2012 |
| Juventud             | Uruguay | 2013-2015 |
| Ermis Aradippou      | Chipre  | 2015-2016 |
| Liverpool de Uruguay | Uruguay | 2016-2017 |
| Blooming             | Bolivia | 2018-Act. |

## Caso Marset
Christian Latorre cumplía una detención preventiva desde agosto en la cárcel de Palmasola, por el plazo de seis meses, imputado por los presuntos delitos de robo agravado, organización criminal, asociación delictuosa, privación de libertad, lesiones graves y leves y atentados contra los miembros de organismos de seguridad del Estado.
En una audiencia de cesación a la detención preventiva, la Justicia dispuso que el jugador uruguayo Christian Latorre, sea beneficiado con la detención domiciliaria.
¡En Bolivia si accidentalmente jugaste un picadito de futbol con un narcotraficante ya te acusan de cómplice!